# 澳洲腔吻鱈
澳洲腔吻鱈，為輻鰭魚綱鱈形目鼠尾鱈科的其中一種。分布於澳洲海域，屬深海底棲性魚類，棲息深度80-300公尺，體長可達55公分，棲息在大陸棚及大陸坡，以章魚、魚類為食，生活習性不明。